# Дженерал-Електрик-білдінг
Дженерал-Електрик-білдінг (англ. General Electric Building) — історичний, спроектований в 1931 році, 50-поверховий, 195-метровий хмарочос у Мідтауні, Мангеттен, на Лексінгтон-авеню, 570 (південно-західний кут на перехресті Лексінгтон і 51-й вулиці). Спочатку відомий як «Будинок RCA Віктор». Споруду часто називають за його адресою — щоб не переплутати з новим будинком «Дженерал Електрик», розташованим за адресою Центр Рокфеллера, 30.

## Архітектура
Хмарочос має той же оранжево-рожевий колір цегли, що і церква Сант-Бартоломеу на Парк-авеню. Але з боку Лексінгтон-авеню будівля являє собою високу 50-поверхову вежу в готичному стилі з власною індивідуальністю, класична споруда в стилі ар деко.

На основній частині вежі присутня майстерна цегляна кладка, фігурні скульптури, а на розі головної будівлі привертають увагу кутовий годинник з хитромудрим логотипом «Дженерал Електрик» і парою срібних ланок. Вершина вежі прикрашена декором в готичному стилі, що втілює радіохвилі, з підсвічуванням протягом всієї ночі.

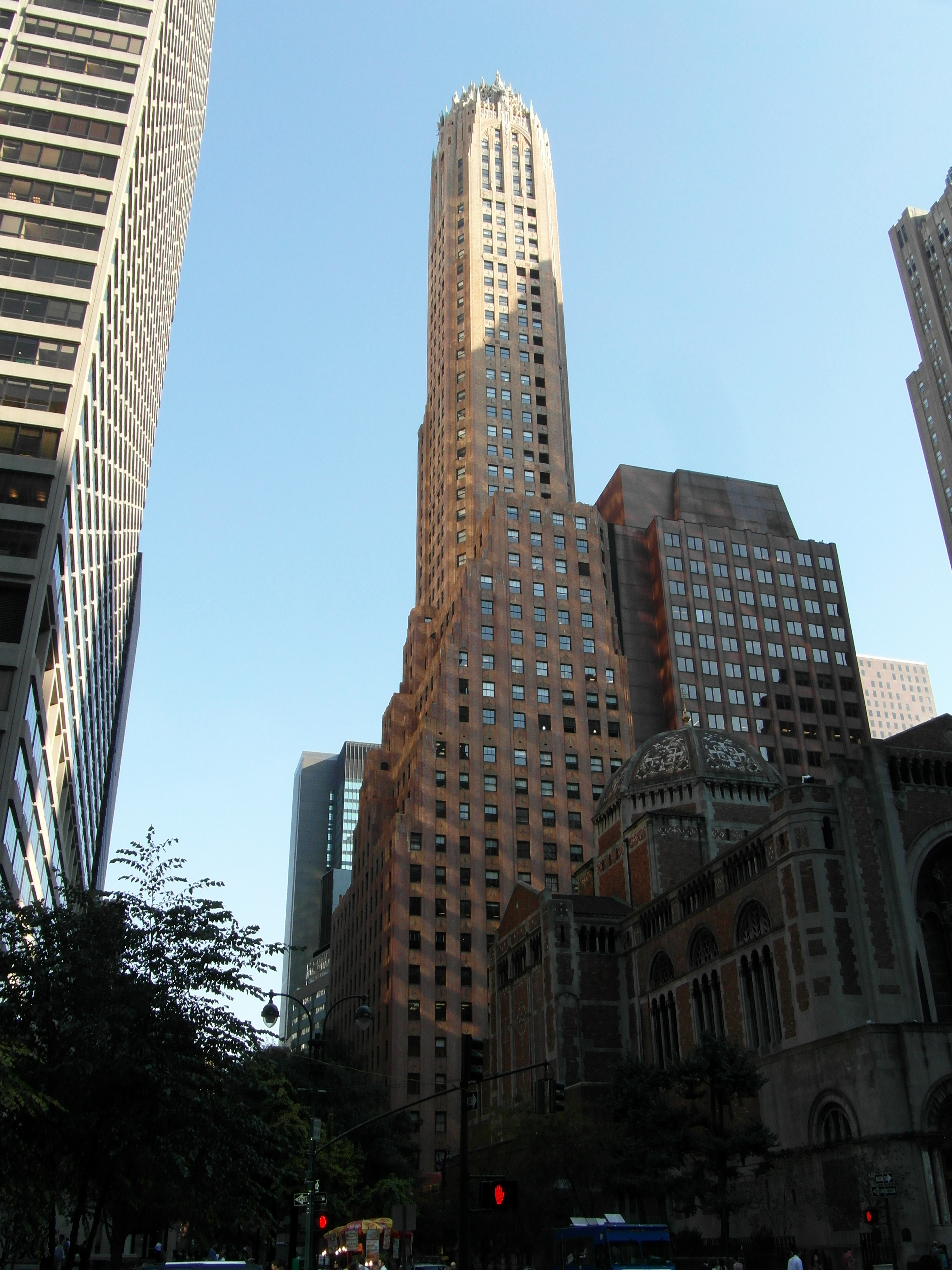
Фасад у жовтні 2012 року
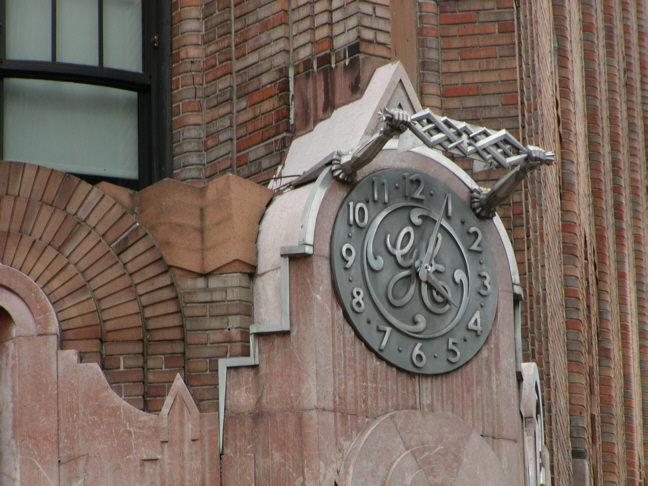
Годинник над головним входом
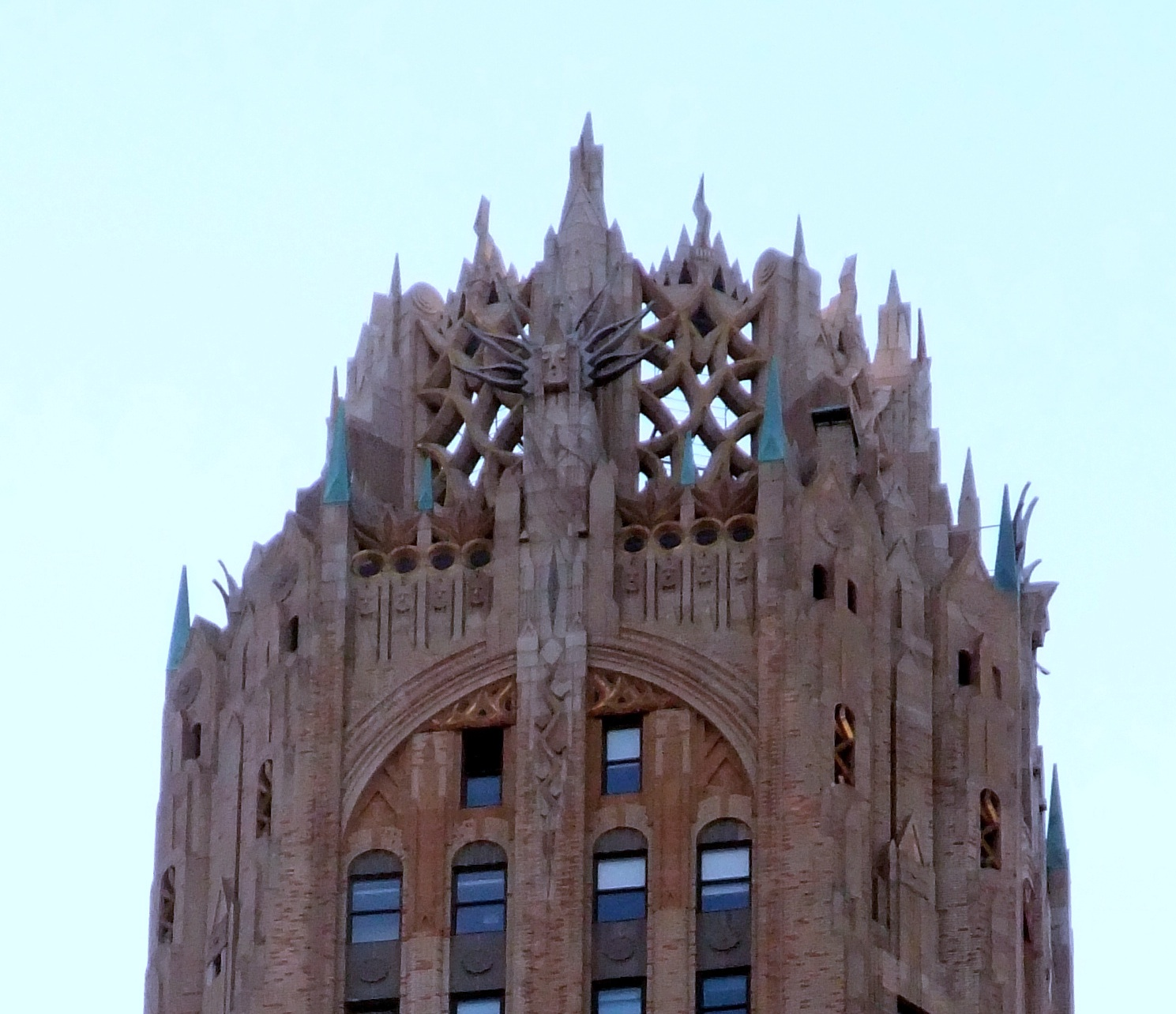
Дах